# Jüdischer Friedhof (Ovenhausen)

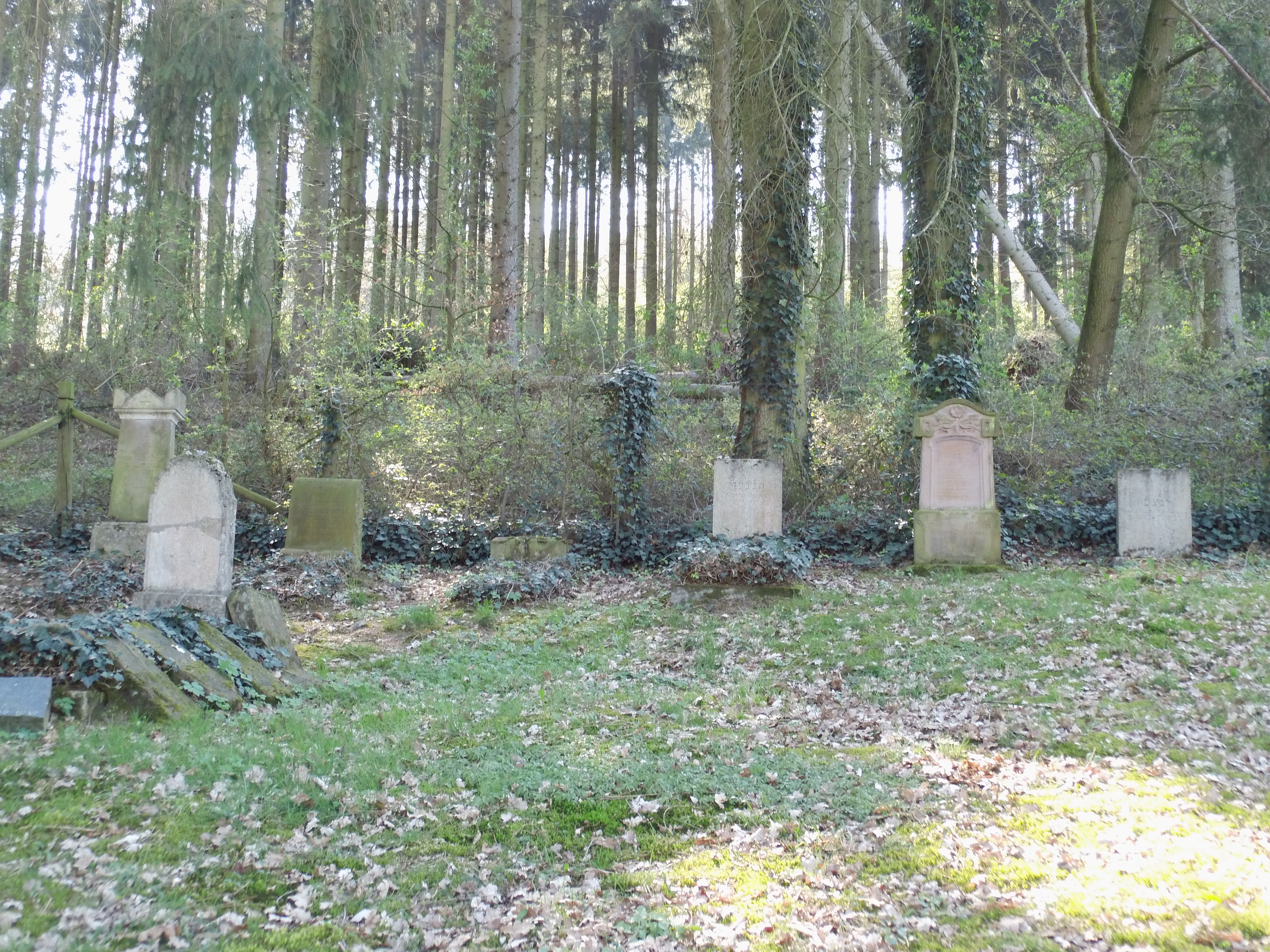
Friedhof in Ovenhausen

Der Jüdische Friedhof Ovenhausen befindet sich in der Ortschaft Ovenhausen der Stadt Höxter im Kreis Höxter in Nordrhein-Westfalen. Als jüdischer Friedhof ist er ein Baudenkmal.
Auf dem Friedhof, der etwa zwei Kilometer abseits des Dorfes in einem Wäldchen an einem von der Straße nach Vörden/Marienmünster abzweigenden Feldweg in Richtung Altenbergen liegt, sind neun Grabsteine erhalten.
Der Friedhof wurde weit vor 1880 bis zum Jahr 1942 belegt.